# 베르나쿨라
베르나쿨라(라틴어: vernacula)는 한 나라 또는 지역에서 사용하는 언어를 가리킨다. 언어학적으로 베르나쿨라는 표준어에 상대되는 개념이다. 주로 세계 언어 중 비표준어인 방언을 가리킨다.
금세기 초, 서양 학술 문헌은 라틴어를 많이 사용하였는데，이에 대해 자국어(이태리어 또는 독일어)를 베르나쿨라로 지칭했다.
베르나쿨라는 기독교에서 기도할 때 사용하는 언어였다. (언어학적으로，고저(高低)언어 또는 방언간의 관계를 쌍층언어라 한다.) 예로, 1960년대에 이르기까지, 로마 가톨릭교회의 미사는 지방어가 아닌 라틴어로 진행되었으며, 콥틱교회도 콥트어로 예배의식을 진행하였다. 베르나쿨라로 쓰인 《성경》이 새로 출판되고서야, 베르나쿨라로 진행하는 로마 가톨릭교회 의식이 비준(批准)되게 되었다.
인도문화에서도, 힌두어가 오랜 기간 구어로 사용되었으나, 종교의식이나 학술작품은 모두 범어를 사용했다. 1100년경，인도 기타 지역에서는 타밀어, 힌두어 등의 방언(方言)을 사용한 종교작품이 있다.

## 같이 보기
- 방언
- 모어
- 민속
- 용어 사전
- 언어정책
- 문어 (언어)
- 국어
- 속어
- 표준어